# Moutier-Malcard
 Moutier-Malcard  es una comuna   (municipio) de Francia, en la región de Lemosín, departamento de Creuse, en el distrito de Guéret y cantón de Bonnat. 
Su población en el censo de 1999 era de 514 habitantes.
Está integrada en la Communauté de communes de Marche Avenir.

## Demografía
| 736 | 865 | 747 | 678 | 573 | 514 |
| Para los censos de 1962 a 1999 la población legal corresponde a la población sin duplicidades (Fuente: INSEE [Consultar]) |     |     |     |     |     |